# هارونو، شیزوئوکا
هارونو، شیزوئوکا (به لاتین: Haruno) یک منطقهٔ مسکونی در ژاپن است که در ناحیه چوبو واقع شده‌است. هارونو ۵٬۹۵۳ نفر جمعیت دارد.